# Bohodukhiv
Bohodukhiv (ukrainsk: Богодухів, russisk: Богодухов - Bogodukhov) er en by i Kharkiv oblast (provins) i det østlige Ukraine. Den er administrativt centrum for Bohodukhiv rajon (distrikt). Bohodukhiv er vært for administrationen af Bohodukhiv urban hromada, en af Ukraines hromadaer.
Byen har en befolkning på omkring 14.882 (2021).

## Geografi
Bohodukhiv ligger på den højre bred af floden Merla (de), en 116 km lang venstre biflod til Vorskla, 60 km nordvest for centret i oblasten, Kharkiv og 55 km øst for Ochtyrka. Byen har en jernbanestation på jernbanelinjen Sumy - Kharkiv.
Kommunen omfatter også landsbyerne Moskalenky (Москаленки), Musijky (Мусійки), Paljanytjnyky (Паляничники) og Semeniv Jar (Семенів Яр).

## Historie
Stedet blev grundlagt i 1662 og fik status som by i 1781. I det 19. århundrede var byen det administrative centrum for Ujezd Bohodukhiv i Kharkov guvernementet.
Den 7. august 1943 blev byen befriet fra Wehrmachts besættelse af Den Røde Hær.